# Deutsche Turnmeisterschaften 1943
Die Deutschen Kunstturnmeisterschaften 1943 wurden als 4. deutsche Kriegsmeisterschaft am 30. Mai 1943 vor rund 8000 Zuschauern in der Nibelungenhalle in Passau ausgetragen.
Deutscher Mehrkampfmeister wurde Eugen Göggel von der Feuerschutzpolizei.
Die Ergebnisse der besten 50:

## Mehrkampf
| Platz | Name, Jahrgang             | Sportbereich            | Gesamtpunktzahl |
| ----- | -------------------------- | ----------------------- | --------------- |
| 1     | Eugen Göggel, 1909         | Feuerschutzpolizei      | 192             |
| 2     | Theo Wied, 1923            | Wehrmacht Marine        | 190,9           |
| 3     | Erich Wied, 1923           | Wehrmacht Marine        | 188,8           |
| 4     | Jakob Kiefer, 1921         | Wehrmacht Heer          | 185             |
| 5     | Heinz Boll, 1915           | Berlin-Mark Brandenburg | 183,7           |
| 6     | Karl Bohusch, 1916         | Wehrmacht Heer          | 183,1           |
| 7     | Alfred Müller, 1906        | Mitte                   | 182,4           |
| 8     | Heinz Walter, 1921         | Wehrmacht Marine        | 181,8           |
| 9     | Otto Dilg, 1916            | Baden                   | 180,5           |
| 10    | Kurt Krötzsch, 1909        | SS                      | 179,1           |
| 11    | Eberhard Frenger, 1922     | Wehrmacht Marine        | 178,2           |
| 12    | Arthur Kleine, 1906        | Mitte                   | 178             |
| 13    | Johannes Schlindwein, 1914 | Westmark                | 177,7           |
| 14    | Herbert Finke, 1915        | Wehrmacht Marine        | 177,2           |
| 14    | Walter Unteutsch, 1915     | Wehrmacht Marine        | 177,2           |
| 15    | Helmut Schichtholz, 1909   | Sachsen                 | 176,4           |
| 16    | Leo Isele, 1907            | Feuerschutzpolizei      | 176,1           |
| 17    | Helmut Schmidt, 1916       | Wehrmacht Marine        | 175,4           |
| 18    | Wilhelm Kammerbauer, 1911  | Württemberg             | 174,3           |
| 18    | Friedrich Overwien, 1922   | Wehrmacht Marine        | 174,3           |
| 19    | Johannes Fasching, 1918    | Sachsen                 | 173,7           |
| 20    | Georg Koch, n. a.          | Wehrmacht Luftwaffe     | 172             |
| 21    | Albert Steidle, 1920       | Württemberg             | 171,6           |
| 22    | Gerhard Blümel, 1906       | Berlin-Brandenburg      | 170,3           |
| 23    | Andreas Loibl, 1909        | München-Oberbayern      | 170,1           |
| 24    | Rudi Rüger, 1910           | Westfalen               | 169,4           |
| 25    | Wilhelm Schlossarek, 1911  | Oberschlesien           | 168,9           |
| 25    | Anton Schlindwein, 1913    | Westmark                | 168,9           |
| 26    | Ernst Röthner, 1912        | Westfalen               | 168,8           |
| 27    | Willi Maaßen, 1925         | Niederrhein             | 168,1           |
| 28    | Ernst Kästner, 1911        | Mitte                   | 167,8           |
| 29    | Walter Behrens, 1911       | Feuerschutzpolizei      | 166,9           |
| 30    | Willi Krengel, 1920        | Südhannover-Bremen      | 165,8           |
| 31    | Hans Rößler, 1914          | Mitte                   | 166,6           |
| 32    | Richard Maier, 1925        | München-Oberbayern      | 165,4           |
| 33    | Hans Biallas, 1920         | Wehrmacht Marine        | 170,3           |
| 34    | Eugen Eisenmann, 1913      | Feuerschutzpolizei      | 163,7           |
| 35    | Erwin Hauptmann, 1917      | Niederrhein             | 159,8           |
| 36    | Josef Jäcklin, 1910        | Schwaben                | 159,3           |
| 37    | Sebastian Quirbach, 1923   | Wehrmacht Marine        | 158,5           |
| 38    | Ernst Lonal, 1913          | Wehrmacht Heer          | 158,3           |
| 39    | Fritz Wörner, 1918         | Wehrmacht Luftwaffe     | 157,7           |
| 40    | Helmut Bach, 1920          | Wehrmacht Marine        | 157,2           |
| 41    | Franz Fillinger, 1908      | Sudetenland             | 156,8           |
| 42    | Heinz Dilgen, 1922         | Köln-Aachen             | 155,4           |
| 43    | Edgar Thieme, 1920         | Wehrmacht Marine        | 154,6           |
| 44    | Franz Bieger, 1911         | Kurhessen               | 154,2           |
| 45    | Fritz Pittner, 1920        | Franken                 | 153,5           |
| 46    | Arthur Lang, 1911          | Wehrmacht Marine        | 153,1           |
| 47    | Heinz Schnepf, 1925        | Wehrmacht Marine        | 153             |
| 48    | Heinz Faller, 1919         | Wehrmacht Marine        | 152,2           |
| 49    | Karl Funck, 1919           | Wehrmacht Luftwaffe     | 151,8           |